# ولاسووو
ولاسووو (به صربی: Vlasovo) یک منطقهٔ مسکونی در صربستان است که در پروکوپلیه واقع شده‌است. ولاسووو ۶۸ نفر جمعیت دارد.